# Brian Sarmiento
Brian Oscar Sarmiento (Rosario, Provincia de Santa Fe, Argentina; 22 de abril de 1990) es un exfutbolista argentino. Se desempeñaba como mediocampista ofensivo. Actualmente juega en el Fútbol Sénior del Club La Fraternidad

## Trayectoria

### Inferiores en Estudiantes
Sus inicios fueron en el Club Bartolomé Mitre de la ciudad de Pérez de la Liga Rosarina de Fútbol. Luego se formó futbolísticamente en las inferiores de Estudiantes de La Plata, institución en la que estuvo hasta los 17 años de edad. A raíz de malas decisiones por parte de su representante y familiares, abandona el Club Estudiantes por la patria potestad a raíz de promesas de un contrato de 9 años con el Racing de Santander de España, razón por la cual no se le permitió participar de la selección argentina sub-17 que jugó el campeonato sudamericano en 2007.

### Fútbol español
En España pasó por varios clubes del ascenso español. Jugó en Racing de Santander, Xerez, Girona y Salamanca, para volver a la Argentina en 2011.

### Vuelta a Sudamérica
Después de abandonar Europa volvió a la Argentina. Su primer equipo fue Racing de Avellaneda en 2011. También estuvo en Arsenal de Sarandí en 2012 y All Boys en 2013, donde tuvo un buen desempeño. Después de un breve paso por Ponte Preta de Brasil, regresa a All Boys. En la siguiente temporada lo contrató Quilmes. 
En el 2015 se fue a jugar a Perú, al Real Garcilaso de Cusco en donde tuvo un buen paso marcando 7 goles en 29 partidos.

### Club Atlético Banfield
Tras su buen paso por la Primera División del Perú, Banfield lo contacto en el verano del 2016 y se convirtió en uno de los primeros (y más importantes) refuerzos del club. Aquí es donde mejor le fue, siendo uno de los jugadores más importantes y consiguiendo, junto a su equipo una plaza a la Copa Libertadores 2018.

### Newell's Old Boys
El 20 de julio de 2017 llegó a préstamo a Newell's Old Boys de Rosario con un cargo de 150 mil dólares y la posibilidad de renovar por otra temporada. A pesar de su amor por el club leproso el futbolista intimó al conjunto rosarino reclamando el pago de una deuda que ascendía los $1.500.000. Desde el club aseguraron que esa deuda no existía y que el jugador había percibido su salario en tiempo y forma.

### Volos NFC
En el año 2019 firmó contrato por 2 años con Volos NFC para disputar la Superliga de Grecia, pero solo disputó 8 minutos y luego rescindió su contrato por problemas personales.

### All Boys
Luego de estar varios meses inactivo, se confirmó su pase al All Boys de la Segunda División de Argentina.

### Club Aurora
Luego de una temporada en All Boys, firmó contrato por un año con Club Aurora, de la Primera División de Bolivia.

### Club Atlético San Miguel
Tras quedar libre del club Boliviano, firmó contrato con el Club Atlético San Miguel de la Tercera División de Argentina.

### Club Atlético Independiente
En febrero de 2023 tras finalizar su vínculo con San Miguel, firmó en Independiente de Amenábar como una de las máximas figuras de la primera división B de La Liga Venadense.

### Club Atlético Independiente de Avellaneda
Tras anunciar su retiro del futbol, en abril se sumó al equipo sénior de Independiente, donde lleva destacándose desde mayo de 2023.

## Vida pública
Durante su estadía en Banfield, sobre todo en la última etapa, empezó a aparecer en los medios de comunicación contando sus anécdotas, bailando su éxito musical "Tamo' Activo".
Además, participó como invitado especial de Sol Pérez en el Bailando 2017 durante la cuarta gala: Salsa en Trío. Allí obtuvieron 38 puntos por parte del jurado.
En 2023, es confirmado como uno de los concursante del Bailando 2023 formando equipo con Soledad Bayona y Esteban Toppi.
En 2024, después de su participación en el Bailando fue convocado para formar parte del panel de "Súperfútbol", programa matinal que se emite de lunes a viernes por TyC Sports.
Actualmente forma parte del grupo musical de cumbia y cuarteto llamado A toda máquina, formado por ferroviarios del Sindicato la fraternidad

## Estadísticas

### Clubes
- Actualizado hasta el 2022.

| Racing de Santander · España | 1.ª                 | 2007-08             | 0   | 0  | 0  | 0 | - | - | 0   | 0  | 0,00 |
| Racing de Santander · España | Total club          | Total club          | 0   | 0  | 0  | 0 | - | - | 0   | 0  | 0,00 |
| Xerez · España | 2.ª                 | 2008-09             | 26  | 4  | 0  | 0 | - | - | 26  | 4  | 0,15 |
| Xerez · España | Total club          | Total club          | 26  | 4  | 0  | 0 | - | - | 26  | 4  | 0,15 |
| Girona · España | 2.ª                 | 2009-10             | 11  | 2  | 0  | 0 | - | - | 11  | 2  | 0,18 |
| Girona · España | Total club          | Total club          | 11  | 2  | 0  | 0 | - | - | 11  | 2  | 0,18 |
| Salamanca · España | 2.ª                 | 2010-11             | 40  | 4  | 1  | 0 | - | - | 41  | 4  | 0,09 |
| Salamanca · España | Total club          | Total club          | 40  | 4  | 1  | 0 | - | - | 41  | 4  | 0,09 |
| Racing Club Argentina | 1.ª                 | 2011-12             | 4   | 0  | 1  | 0 | - | - | 5   | 0  | 0,00 |
| Racing Club Argentina | Total club          | Total club          | 4   | 0  | 1  | 0 | - | - | 5   | 0  | 0,00 |
| Arsenal Argentina | 1.ª                 | 2012-13             | 5   | 0  | 0  | 0 | - | - | 5   | 0  | 0,00 |
| Arsenal Argentina | Total club          | Total club          | 5   | 0  | 0  | 0 | - | - | 5   | 0  | 0,00 |
| All Boys Argentina | 1.ª                 | 2012-13             | 15  | 1  | 2  | 2 | - | - | 17  | 3  | 0,17 |
| All Boys Argentina | 2.ª                 | 2019-20             | 3   | 1  | -  | - | - | - | 3   | 1  | 0,33 |
| All Boys Argentina | 2.ª                 | 2020                | 5   | 0  | -  | - | - | - | 5   | 0  | 0,00 |
| All Boys Argentina | Total club          | Total club          | 23  | 2  | 2  | 2 | - | - | 25  | 4  | 0,16 |
| Ponte Preta · Brasil | 1.ª                 | 2013                | 3   | 0  | 0  | 0 | 0 | 0 | 3   | 0  | 0,00 |
| Ponte Preta · Brasil | Total club          | Total club          | 3   | 0  | 0  | 0 | 0 | 0 | 3   | 0  | 0,00 |
| Quilmes Argentina | 1.ª                 | 2014                | 12  | 3  | 1  | 0 | - | - | 13  | 3  | 0,23 |
| Quilmes Argentina | Total club          | Total club          | 12  | 3  | 1  | 0 | - | - | 13  | 3  | 0,23 |
| Real Garcilaso · Perú | 1.ª                 | 2015                | 29  | 7  | 10 | 1 | - | - | 39  | 8  | 0,20 |
| Real Garcilaso · Perú | Total club          | Total club          | 29  | 7  | 10 | 1 | - | - | 39  | 8  | 0,20 |
| Banfield Argentina | 1.ª                 | 2016                | 9   | 1  | 1  | 0 | - | - | 10  | 1  | 0,10 |
| Banfield Argentina | 1.ª                 | 2016-17             | 28  | 3  | 2  | 0 | 2 | 1 | 32  | 4  | 0,12 |
| Banfield Argentina | Total club          | Total club          | 37  | 4  | 3  | 0 | 2 | 1 | 42  | 5  | 0,11 |
| Newell's Old Boys Argentina | 1.ª                 | 2017-18             | 18  | 4  | 1  | 0 | - | - | 19  | 4  | 0,21 |
| Newell's Old Boys Argentina | 1.ª                 | 2018-19             | 0   | 0  | 0  | 0 | - | - | 0   | 0  | 0,00 |
| Newell's Old Boys Argentina | Total club          | Total club          | 18  | 4  | 1  | 0 | - | - | 19  | 4  | 0,21 |
| Volos · Grecia | 1.ª                 | 2018-19             | 1   | 0  | 0  | 0 | - | - | 1   | 0  | 0,00 |
| Volos · Grecia | Total club          | Total club          | 1   | 0  | 0  | 0 | - | - | 1   | 0  | 0,00 |
| Aurora · Bolivia | 1.ª                 | 2021                | 8   | 0  | -  | - | - | - | 8   | 0  | 0,00 |
| Aurora · Bolivia | Total club          | Total club          | 8   | 0  | -  | - | - | - | 8   | 0  | 0,00 |
| San Miguel Argentina | 3.ª                 | 2022                | 18  | 1  | -  | - | - | - | 18  | 1  | 0,05 |
| San Miguel Argentina | Total club          | Total club          | 18  | 1  | -  | - | - | - | 18  | 1  | 0,05 |
| Total en su carrera | Total en su carrera | Total en su carrera | 235 | 31 | 19 | 3 | 2 | 1 | 256 | 35 | 0,13 |
| (1) Las copas nacionales se refiere a la Copa del Rey, a la Copa Argentina, a la Copa de Brasil, a la Copa Perú y a la Copa de Grecia. (2) Las copas internacionales se refiere a la Copa Libertadores y a la Copa Sudamericana. (3) Media de goles por encuentro. No incluye goles en partidos amistosos. |                     |                     |     |    |    |   |   |   |     |    |      |

## Palmarés

### Campeonatos nacionales
| Título                     | Club                 | Año     |
| -------------------------- | -------------------- | ------- |
| Segunda División de España | Xerez Club Deportivo | 2008/09 |

### Campeonatos regionales
| Título                  | Club           | Año     |
| ----------------------- | -------------- | ------- |
| Copa de Castilla y León | U.D. Salamanca | 2009/10 |